# Izumi Sakai
Pour les articles homonymes, voir Sakai (homonymie).
Izumi Sakai (坂井泉水, Sakai Izumi), née Sachiko Kamachi (蒲池幸子, Kamachi Sachiko) le 6 février 1967 à Hiratsuka dans la préfecture de Kanagawa et morte le 27 mai 2007 à Shinjuku (Tokyo), est la chanteuse du groupe de J-pop Zard créé en 1991.

## Biographie

### Débuts
Née à Hiratsuka dans la préfecture de Kanagawa, Sakai grandit à Hadano (préfecture de Kanagawa). Elle est diplômée de l'université Shōin en 1987. Elle commence sa carrière en tant qu'actrice de publicités pour Japan Air System en 1989.

### Le groupe Zard
Zard reste aujourd'hui[Quand ?] l'un des dix meilleurs vendeurs de l'histoire de la musique japonaise[réf. nécessaire] avec plus de 36 millions de disques écoulés, un succès principalement dû à la voix caractéristique de sa chanteuse et figure majeure ainsi qu'à l'utilisation de beaucoup de titres du groupe comme génériques d'animes populaires[réf. nécessaire].

### Maladie et mort
À partir de juin 2006, Izumi est soignée pour un cancer du col de l'utérus généralisé aux poumons, et elle entre à l'hôpital au mois d'avril 2007. Comme chaque jour, elle sort samedi[Quand ?] faire une promenade et c'est en retournant à l'hôpital qu'elle chute sur les escaliers rendus glissants par les intempéries de la veille. Trois mètres plus bas, elle se cogne violemment l'arrière du crâne et perd connaissance. Elle meurt le lendemain dans l'après-midi. La police semble toutefois ne pas complètement écarter la thèse du suicide, et une enquête est ouverte.
D'après les témoignages de ses proches et de son médecin, Izumi avait de bonnes chances de s'en sortir et affichait un espoir enthousiaste. Une semaine avant l'accident, elle disait : « de nos jours, (avoir un cancer) ne signifie pas qu'on doit mourir. Shiozawa Toki a eu un cancer à 30 ans, mais elle a vécu jusqu'à 79 ans. Il y a beaucoup de gens qui ont un cancer, ont été admis à l'hôpital de nombreuses fois mais continuent à vivre longtemps, alors je dois espérer et vivre ». Izumi avait par ailleurs prévu d'enregistrer un album en automne et sortait régulièrement visiter des galeries d'art et des pièces de Nô. D'après sa mère, il est plus probable que les effets secondaires de son traitement aient été en cause (vomissements, anémie, perte d'appétit). Elle suppose qu'elle a été victime d'une crise d'anémie lorsqu'elle était sur la plateforme.